# Нашествие
Вижте пояснителната страница за други значения на Нашествие.
 За други значения вижте Нашествие (пояснение).
Нашествието е военна операция, което се състои в навлизането на въоръжените сили на един геополитически субект в територия, контролирана от друг такъв субект, с цел завладяване на територията, промяна на съществуващото управление или и двете. Нашествието може да постави началото на война или да представлява цялата война. Понякога то се използва и като част от по-мащабна стратегия за предотвратяване на вражески военни действия.